# Antoine Brumel
Pour les articles homonymes, voir Brumel.
Antoine Brumel (* c. 1460 - † c. 1515 ?) est un compositeur français des débuts de la Renaissance, rattaché par son style à l'école franco-flamande.

## Sa vie
Né à Chartres ou peut être à Brunelles près de Nogent-le-Rotrou, Brumel est un des rares compositeurs de l'école franco-flamande nés en France, hors des frontières de l'« empire » bourguignon. La plus ancienne mention en étant faite a été trouvée à Chartres, où il est chanteur ("chantre", c'est-à-dire choriste) dans le chœur professionnel de la cathédrale Notre-Dame de Chartres à partir  du 9 août 1483. Le 4 octobre 1486 il devient maître de musique (maître du chœur et des enfants, alias maître de psallette, ou encore maître de chapelle comme on dirait aujourd'hui) à la cathédrale Saint-Pierre de Genève, jusqu'en 1492. Pendant ce temps il lui fut permis d'aller en visite à la cour du Duc de Savoie à Chambéry (1489 - 1490). Des tensions avec les autorités de la chapelle l'amènent à quitter subitement la cathédrale Saint-Pierre en août 1492. Il devient chanoine à Laon en 1497. On sait qu'il est devenu prêtre, probablement durant le laps de temps séparant les deux postes qu'il a occupés. Le 5 janvier 1498, Brumel est chargé de l'éducation musicale des enfants à la cathédrale Notre-Dame de Paris. Il démissionne plus tard dans l'année à la suite de nouvelles controverses l'entourant, puis retourne à Chambéry, où il est employé comme chanteur à la cour du Duc (1er juin 1501 - 1er juillet 1502 ) avant d'être nommé maître de chapelle en 1506 à la cour de Ferrare (Italie) parmi la suite d'Alphonse Ier d'Este. 
Vincenzo Galilei écrit un traité dans lequel il liste nombre de compositeurs français et flamands s'étant rassemblé pour l'élection du pape Léon X. Cependant aucun élément n'a été trouvé pour le confirmer, et Galilei étant né sensiblement à la date où Brumel serait mort, son témoignage pourrait être erroné.
Un caractère peut-être difficile l'amena à vivre la vie ambulante de tant de musiciens de la Renaissance et d'Ancien Régime (nombre d'entre eux changeaient de lieu d'exercice avec l'objectif de se perfectionner et de découvrir différentes manières de pratiquer leur art, à travers la France ou l'Europe).
Il est renommé à son époque - il est cité dans plusieurs déplorations de compositeurs, par ex. celle de Josquin des Prés pour Ockeghem : "Accoutrez vous d'habits de deuil, Josquin, Brumel, Pierchon, [Loyset] Compère..." - et il sera lui-même, à sa mort, l'objet de plusieurs déplorations (plus que ne le furent Jacob Obrecht, Jean Mouton, Antoine de Févin ou Alexandre Agricola). Il est loué par François Rabelais dans Pantagruel. Enfin le compositeur anglais Thomas Morley le citera en 1597 dans A plain and easy introduction to practical music, en le considérant l'égal de Josquin, surtout pour son art dans la composition de canons.

## Son œuvre
Compositeur du Nord, il intègre les influences italiennes dans son œuvre. Il compose essentiellement des messes (dont il nous reste une quinzaine, plus quelques extraits). Parmi elles, la célèbre Missa Et ecce terræ motus à 12 voix, dite "du tremblement de terre" (sur les 7 premières notes: ré-ré-si-ré-mi-ré-ré de l'antienne pascale chantée à Laudes : "Et ecce terræ motus..."). Le manuscrit qui nous reste est celui que Roland de Lassus fit copier dans le but de donner l'œuvre à la cour de Bavière. Sa dernière production est sa Missa pro defunctis (son Requiem), pour chœur quatre voix.
On lui doit aussi des motets (34 dont 3 Magnificat, la Prose - ou Séquence -  franciscaine Mater Patris et Filia à trois voix, le Benedictus à huit voix de la messe Et ecce terræ motus, l'antienne mariale Regina Cœli à quatre voix, l'antienne de l'Assomption Sicut lilium inter spinas, à quatre voix) et une quinzaine de chansons profanes. La mélodie tient une grande place dans ses compositions.

## Enregistrements
- Missa Et ecce terræ motus ("Earthquake" Mass) interprétée par Le Huelgas Ensemble directed by Paul Van Nevel (Sony Vivarte 46348). 1990 Première mondiale, "Continental" sound.
- Missa Et ecce terræ motus ("Earthquake" Mass), Lamentation, Magnificat secundi toni, interprétées par Le Tallis Scholars sous la direction de Peter Phillips (Gimell CDGIM 026). 1992  "British" sound, Diapason d'or, ffff Télérama.
- Missa Et ecce terræ motus ("Earthquake" Mass) interprétée par L' Ensemble Clément Janequin et Les Sacqueboutiers de Toulouse dirigés par Dominique Visse (Harmonia Mundi 901738). Interprété avec les instruments doublant les voix.
- Missa pro defunctis, Pierre de La Rue, Missa pro defunctis) interprétées par The Clerks' Group dirigés par Edward Wickham (ASV CDGAU352) 2005
- Missa Victimae paschali laudes, Ave. Virgo gloriasa, Mater Patris, Nativitas unde gaudia, O Crux, ave, spes unica, interprétées par The Hilliard ensemble. CD Coro 2007
- Lamentations, interprétées par 'i buoni antichi' (The Gentlemen of St John's, College Cambridge and singers from Choralen van de Grote Kerk Breda); Dirigés par James Burton. 'O Bone Jesu' LBCD 86. YouTube.
- Lamentations (intégrale), interprétées par Musica Secreta, dir. Deborah Roberts & Laurie Stras. CD Obsidian 2019